# Саскатун

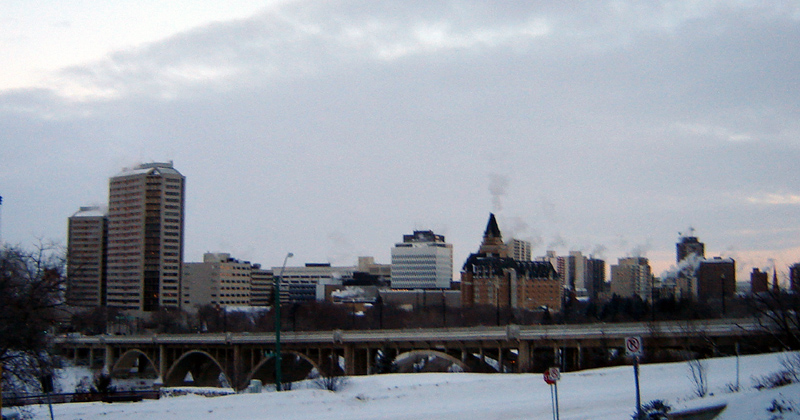
Деловая часть Саскатуна зимой

Саскату́н (англ. Saskatoon) — крупнейший город канадской провинции Саскачеван.
Город был основан в 1882 году в центральной части современного Саскачевана на высоте около 480 м над уровнем моря Джоном Лейком и получил своё название в честь названия ирги на языке кри.
Согласно переписи населения 2021 года население города составляло 266,1 тыс. человек, это более пятой части всех жителей провинции Саскачеван. Среди городов Канады Саскатун занимает 19-е место по населению, а его городская агломерация (317,5 тыс.) — 17-е место. В городе есть крупная украинская община.

## История
В 1882 году торонтскому Обществу трезвости колонизаторов был выделен 21 надел земли вдоль реки Саут-Саскачеван, между нынешними городами Уорман и Дандарн. Члены этого Общества намеревалось уехать из Торонто, где была разрешена торговля ромом, и основать поселение с "сухим законом" в Канадских прериях. В 1883 году поселенцы под предводительством Джона Нельсона Лейка прибыли к новому месту и основали поселение. От Онтарио до Мус-Джо проходила железная дорога, но последний участок пути пришлось преодолевать на телегах.
В 1885 году в Саскачеване началось Северо-Западное восстание, которое оставило определенный отпечаток в истории города. Хотя в самом Саскачеване бои не велись, через его территорию проходили повстанцы, лечились раненые, были похоронены погибшие в ходе восстания.
В 1903 году была получена хартия для города на западном берегу реки Саут-Саскатун, городу было дано название Саскатун, а изначальное поселение переименовано в Нутану. В 1906 году Саскатун получил статус города с 4500 жителями, в его состав вошли Саскатун, Риверсдейл и Нутана. В 1955 году к нему присоединился новый западный район Монтгомери-Плейс, а затем близлежащий городок Сазерленд. Сегодня Саскатун является региональным центром для северных прерий, а также для центральной и северной частей Саскачевана.

## География
Саскатун расположен в черноземном, богатом солями калия поясе южнее центральной части Саскачевана, окружен осиновой лесостепью. Отсутствие гор обуславливает достаточно плоский рельеф, хотя в топологии города есть небольшие холмы и долины. Перепад высот между рекой и холмами составляет около 70 м при средней высоте 504 м над уровнем моря. 
Река Саут-Саскачеван делит город на западную и восточную части. Ещё одной особенностью города является реликтовое болото Хадсон-Бей в северной части города. В результате индустриализации большая часть болота была осушена, однако до сих пор сохраняются отдельные водоемы. Также в жилых районах есть рукотворные озера, которые начали сооружать в 1980-е годы.
Примерно в 40 км к югу от города находятся два природных парка, а в 90 км к северу – исторический парк, где в 1885 году произошло Северо-Западное восстание. 

## Климат
Климат в Саскатуне, как и во всём Саскачеване, резко континентальный. Здесь проходит граница между холодным семиаридным (BSk по классификации Кёппена) и влажным континентальным (Dfb по классификации Кёппена) климатом. В городе, по данным Саскачеванского университета, климат чуть более мягкий и соответствует семиаридному. Отчётливо выделяются четыре сезона, зона морозостойкости 3b. 
Абсолютные значения температуры — от −50 °C до +41 °C. В год выпадает всего 352,3 мм осадков, в основном летом. В результате Саскатун является одним из наиболее солнечных городов Канады с 2 350,4 часами солнечного сияния в год. Низкие температуры, как правило, сопровождаются низкой влажностью. В летние месяцы часты грозы, возможны ливни, град, сильный ветер, множественные молнии и иногда даже смерчи. 
Вегетационный период длится с второй половины мая по середину сентября, но в таких высоких широтах заморозки возможны до середины июня и могут возобновляться уже с августа.
Из-за суровой зимы в Северной Америке на сленге «Саскатуном» называют сильный холод.
| Показатель                    | Янв.  | Фев.  | Март  | Апр.  | Май   | Июнь | Июль | Авг. | Сен.  | Окт.  | Нояб. | Дек.  | Год  |
| ----------------------------- | ----- | ----- | ----- | ----- | ----- | ---- | ---- | ---- | ----- | ----- | ----- | ----- | ---- |
| Абсолютный максимум, °C       | 10,0  | 12,8  | 22,8  | 33,3  | 37,2  | 40,6 | 40,0 | 38,6 | 35,3  | 32,2  | 21,7  | 14,4  | 40,6 |
| Средний суточный максимум, °C | −11,8 | −7,8  | −0,7  | 10,6  | 18,4  | 22,6 | 24,9 | 24,4 | 18,0  | 10,8  | −1,5  | −9,2  | 8,2  |
| Средняя температура, °C       | −17   | −13   | −5,8  | 4,4   | 11,5  | 16,0 | 18,2 | 17,3 | 11,2  | 4,5   | −6,2  | −14,3 | 2,2  |
| Средний суточный минимум, °C  | −22,3 | −18,2 | −10,9 | −1,9  | 4,5   | 9,4  | 11,4 | 10,2 | 4,4   | −1,9  | −10,9 | −19,3 | −3,8 |
| Абсолютный минимум, °C        | −48,9 | −50   | −43,3 | −28,3 | −12,8 | −3,3 | −0,6 | −2,8 | −11,1 | −25,6 | −39,4 | −43,9 | −50  |
| Норма осадков, мм             | 15,2  | 10,3  | 14,7  | 23,9  | 49,4  | 61,1 | 60,1 | 38,8 | 30,7  | 16,7  | 13,3  | 15,9  | 350  |
| Источник: Environment Canada  |       |       |       |       |       |      |      |      |       |       |       |       |      |

## Экономика

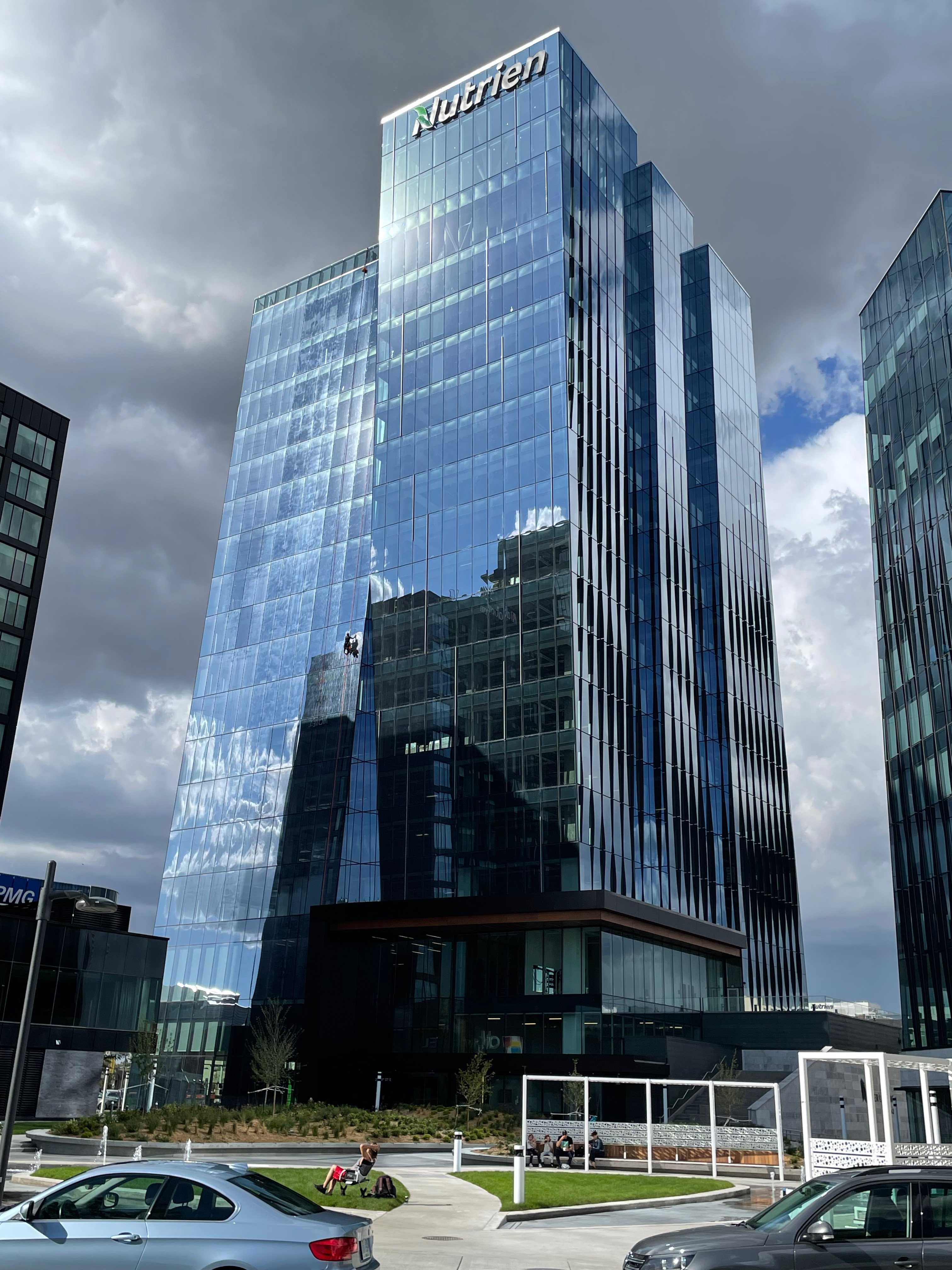
Nutrien Tower, штаб-квартира крупнейшего в мире производителя калийных удобрений Nutrien

Экономика Саскатуна основана на обработке урана, полиметаллов и калийных солей (поташа). В городе расположена штаб-квартира одной из крупнейших в мире компаний по производству калийных удобрений — Nutrien (образованная в результате слияния производственного гиганта Potash Corporation of Saskatchewan с Agrium, имеющим большой опыт в организации оптовой торговли и экспорта удобрений). Также здесь находится офис крупнейшего производителя урана – Cameco. В регионе сосредоточено примерно ⅔ мировых запасов поташа. 

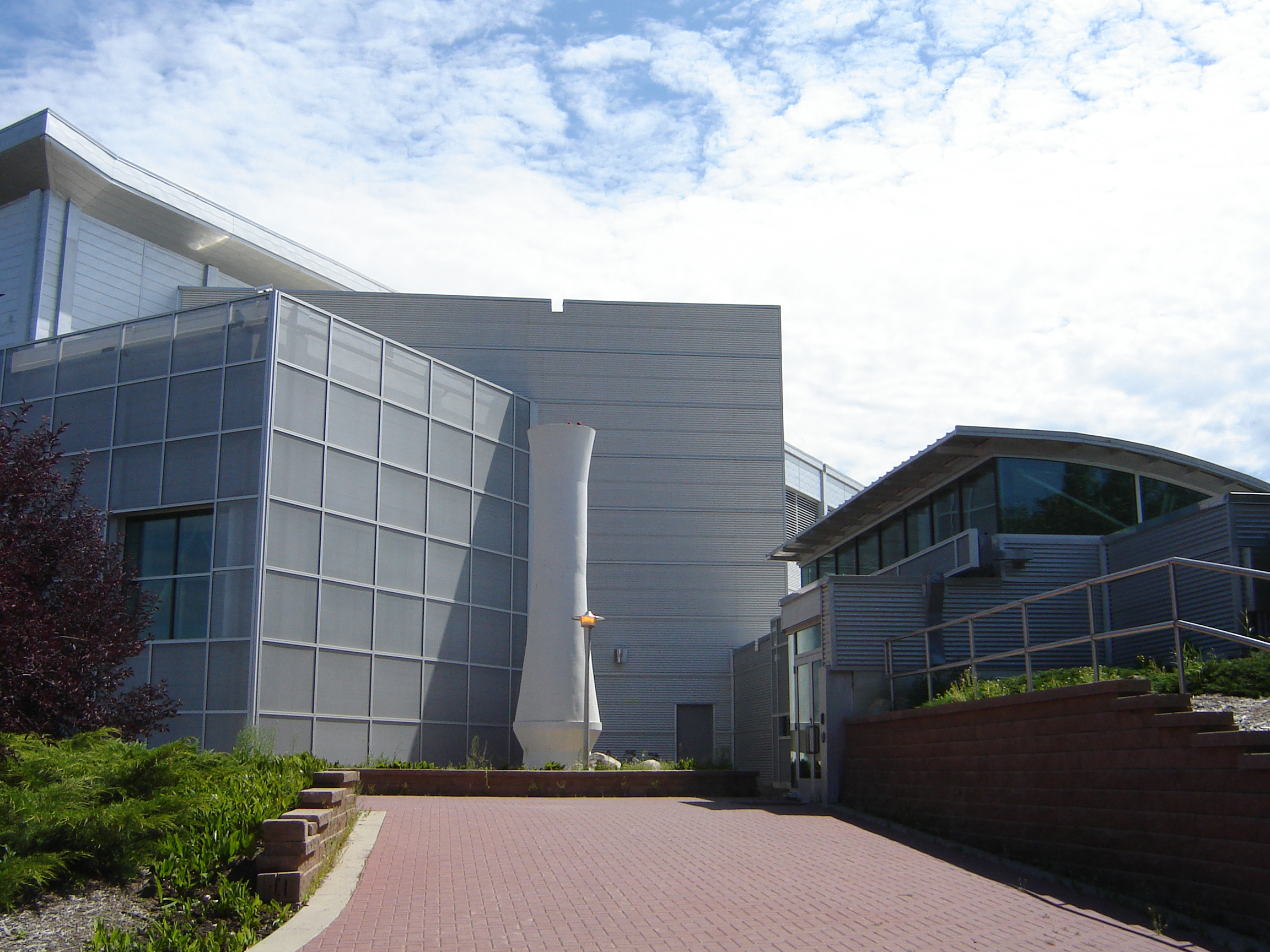
Ускоритель CLS

Исследовательский парк Innovation Place, основанный в 1980 году, объединяет более 150 биотехнологических, агротехнологических, сельскохозяйственных, экологических и ИТ-компаний. Также в Саскатуне расположен синхротрон CLS.
Известна пивоварня Paddock Wood Brewing Company.
Одно из прозвищ города – "хаб-сити": благодаря географическому положению в центре не только провинции, но и всей Канады Саскатун с начала XX века является важным пассажирским и грузовым логистическим центром.
С 1988 по 2016 год в Саскатуне работал завод Hitachi по производству энергетического оборудования, крупнейшее производственное предприятие в стране. В 2017 году он был закрыт, оборудование продано компании Brandt.

## Образование

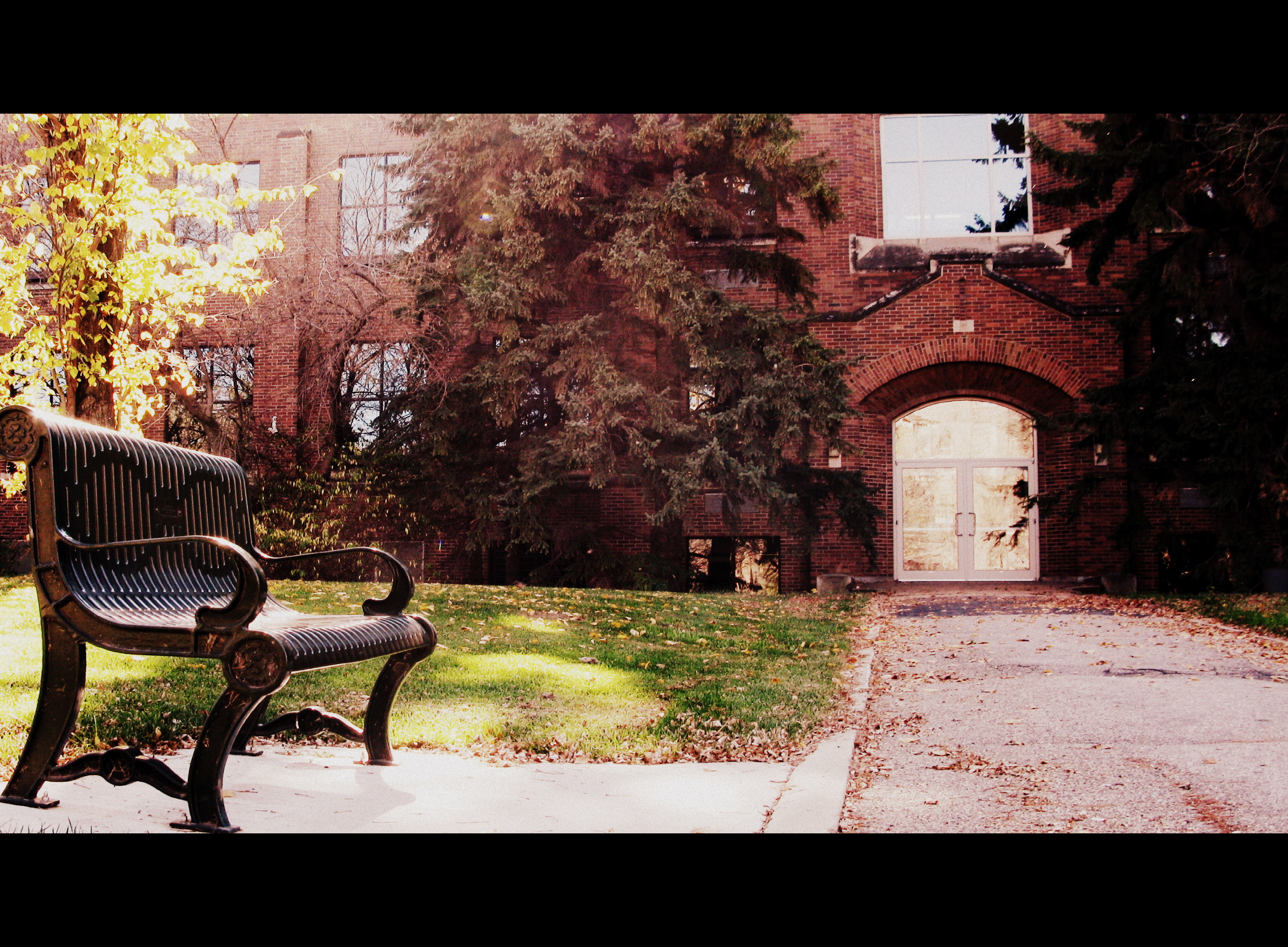
Университет Саскачевана, Саскатун

Из учебных заведений самым крупным является университет Саскачевана. Также в городе есть Политехнический институт Саскачевана, Политехнический институт индейцев Канады, один из кампусов Университета коренных народов Канады, институт Габриэля Дюмона.
В Саскатуне 78 начальных и 14 средних школ, в которых обучаются около 37 тысяч детей.

## Транспорт
В 5,6 км к северо-западу города расположен международный аэропорт Саскатуна имени Джона Г. Дифенбейкера, действующий с 1947 года. По состоянию на 2024 год пассажиропоток аэропорта составлял 1 469 224 пассажиров в год.
По объему пассажирских перевозок на 2023 год это 13-й по загруженности аэропорт Канады и 22-й по числу взлетов и посадок.

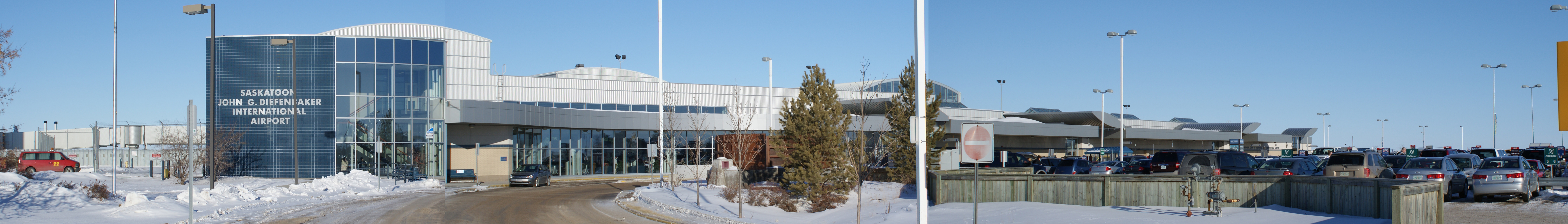
Панорама аэропорта имени Джона Дифенбейкера

## Города-побратимы
- Умео, Швеция
- Черновцы, Украина
- Тампере, Финляндия
- Китахиросима, Япония
- Шицзячжуан, Китай
- Кабул, Афганистан
- Багдад, Ирак
- Кёльн, Германия
- Ульсан, Южная Корея
- Оксфорд, Великобритания
- Воскресенcк, Россия